# Теократія
Теокра́тія (грец. θεοκρατία — боговладдя) — форма державного правління, за якої політична влада належить духовенству або главі церкви, що обґрунтовувалося волею Бога. Передбачає ототожнення світської і духовної влад, регламентацію функціонування держави та її інституцій, усього суспільного життя панівною релігією та її інституціям.
- теологічне визначення: Система правління, за якої важливі суспільні справи вирішуються за божественними вказівками, відповідно до одкровень чи законів;
- юридичне визначення: Форма правління, за якої влада в державі знаходиться в руках релігійного інституту і духовенства;
- політологічне визначення: Політична система, за якої релігійні діячі мають вирішальний вплив на політику держави[3].

## Історія
Термін «теократія» першим використав історик Йосиф Флавій. У відповідь на звинувачення проти його народу, Йосиф Флавій написав двотомну працю за назвою «Проти Апіона». У другому томі, 45-му абзаці він називає Мойсея «нашим чудовим законодавцем», а в 52-му абзаці він створює нове слово.
|  | «Певні народи мають певні форми врядування та розмаїті закони. Деякі уряди підкоряються лише одному, інші — широкому загалу. Наш законодавець не звертав уваги на жодну з цих форм, але сформував уряд, котрий, з натяжкою можна назвати теократичним (грец. θεοκρατία), або священною співдружністю, описуючи усю владу та силу Бога та скеровуючи людей цінувати Його як автора усього доброго чим користуються люди в цілому чи кожен індивідуально. Він скеровує нас звертатися до нього за потіхою в го́рі, як до того, що вислуховує наші молитви та досліджує самі глибини наших сердець. Він прищеплює доктрини єдиного Бога, несотворенного, незмінного, вічного Буття, безмежно славного, незбагненного, більшого від того, якого ми знаємо через його творіння". |

Теократія існувала в V—I ст. до н. е. в Юдеї, де влада належала верховному жерцю.
Теократичними державами були Омеядський халіфат, Аббасидський халіфат та Папська область.
Теократичною державою є Ватикан.
До захоплення Китайською Народною Республікою Тибет мав всі ознаки теократичної держави, оскільки формально влада належала далай ламі.